# 戰慄黑洞
《戰慄黑洞》（英語：In the Mouth of Madness，或稱作）是一部1995年美國心理洛式風格恐怖片，由約翰·卡本特執導，為卡本特執導「啟示錄三部曲」中的第三部作品，第一部為1982年的《突變第三型》，第二部則為1987年的《沉睡百萬年》。電影主演包括山姆·尼爾、茱莉·卡門、尤根·波夫諾與卻爾登·希斯頓。《戰慄黑洞》定於1995年2月3日在美國廣泛上映。

## 劇情
故事敘述保險調查員約翰·崔特（山姆·尼爾 飾），受一家出版商之託尋找一名失蹤了的暢銷作家舒特·凱。當他來到那個小鎮時，約翰漸漸地發現，在鎮上所發生的詭異謀殺案，竟與這位作家的小說中內容不謀而合....。

## 演員
- 山姆·尼爾 飾 約翰·崔特（John Trent）
- 茱莉·卡門（英语：Julie Carmen） 飾 琳達·史黛莉斯（Linda Styles）
- 尤根·波夫諾（英语：Jürgen Prochnow） 飾 舒特·凱（Sutter Cane）
- 卻爾登·希斯頓 飾 傑克森·海格洛（Jackson Harglow）
- 大衛·華納 飾 溫林醫生（Dr. Wrenn）
- 海登·克里斯滕森 飾 報童
- 凱文·席格斯 飾 兒童

## 反響
《戰慄黑洞》獲得的評價褒貶不一。爛番茄基於35篇評論上，新鮮度51%，平均得分5.2／10；和專業評價相違的是，觀眾的新鮮度達73%。而《電影筆記》則將該片列於1995年最佳電影中的第十位。
美國首映週末為344萬美元，最終累計894萬美元；其表現並不佳，但至少能勉強回本。

## 家庭媒體
新線影業於2013年10月15日發行了該片的藍光光碟。2016年，華納家庭錄影公司推出了電影的DVD，售價為17.99美元。

## 外部連結
- 互联网电影数据库（IMDb）上《戰慄黑洞》的资料（英文）
- AllMovie上《戰慄黑洞》的资料（英文）
- 爛番茄上《戰慄黑洞》的資料（英文）